# Famille von Lüderitz
La famille von Lüderitz est une ancienne famille noble de l'Altmark avec la maison familiale Lüderitz près de Tangerhütte.

## Histoire
Le premier représentant de la famille, mentionné dans un document daté du 30 septembre 1247, est Johannes de Lüderiz. La famille est apparue très tôt sous la forme de deux lignées dont le lien exact n'est pas établi. Cuno von Lüderitz est gouverneur de l'Altmark en 1424. La famille est richement dotée dans l'Altmark et dans le reste de la Marche de Brandebourg. Le 30 novembre 1703, le garde forestier en chef prussien Friedrich Wilhelm von Lüderitz reçoit l'indigénat prussien.
Par le mariage d'Albertine Marie Luise von Lüderitz avec Hermann von Engelrechten-Ilow (de) (1878–1940), le domaine familial de Lüderitz près de Tangerhütte passe à cette famille.

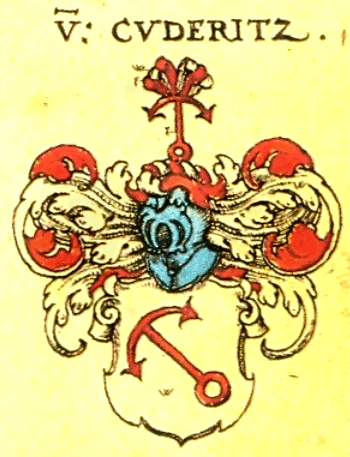
Armoiries dans le livre des armoiries de Siebmacher 1605

## Armes

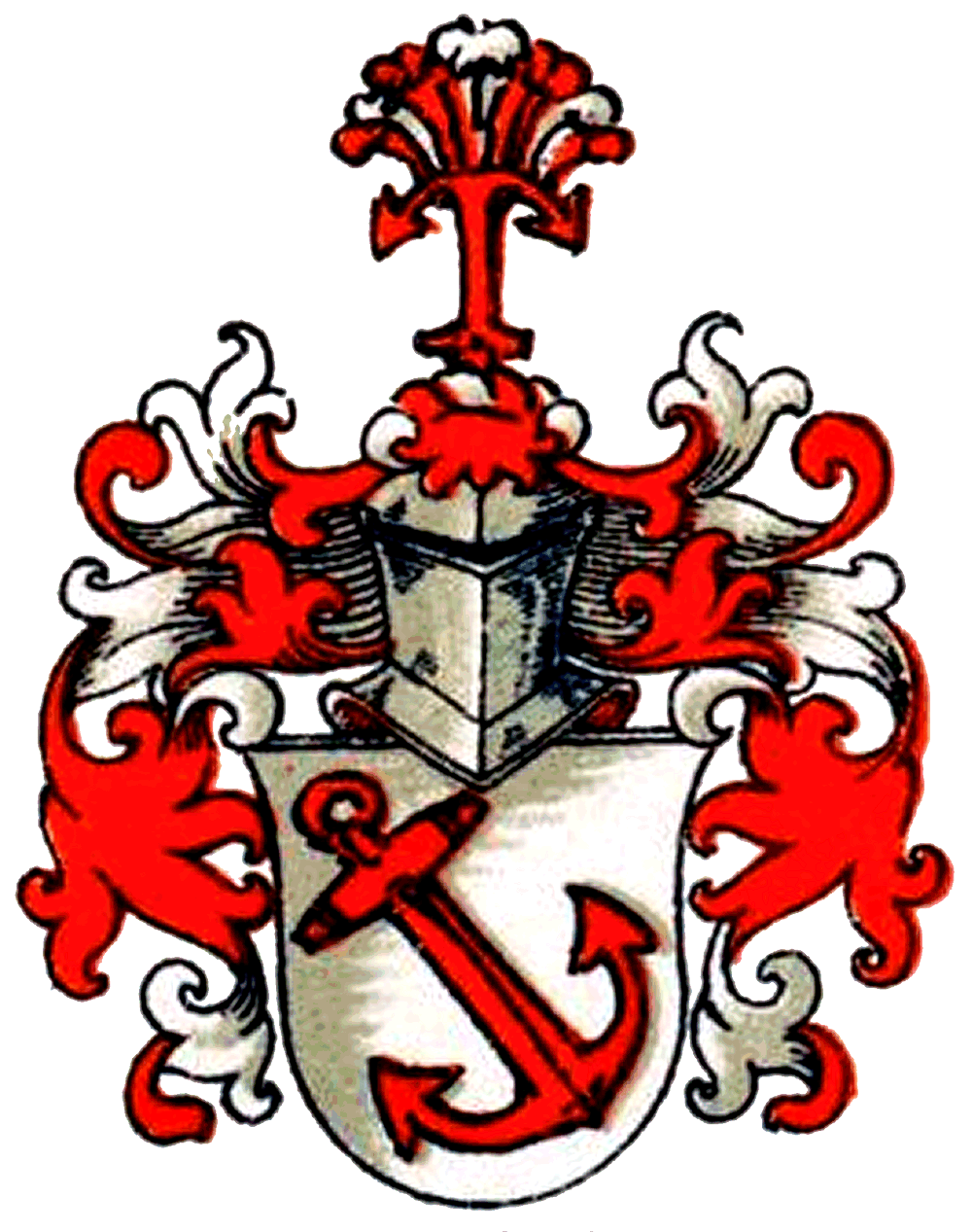
Armoiries de la famille von Lüderitz

Le blason montre une ancre de loup rouge inclinée (faux de loup, partie de la tige de loup) en argent. Sur le casque perlé rouge-argent avec les mêmes lambrequins, l'ancre est tombée et est ornée de six plumes d'autruche divisées par du rouge et de l'argent.

## Personnalités

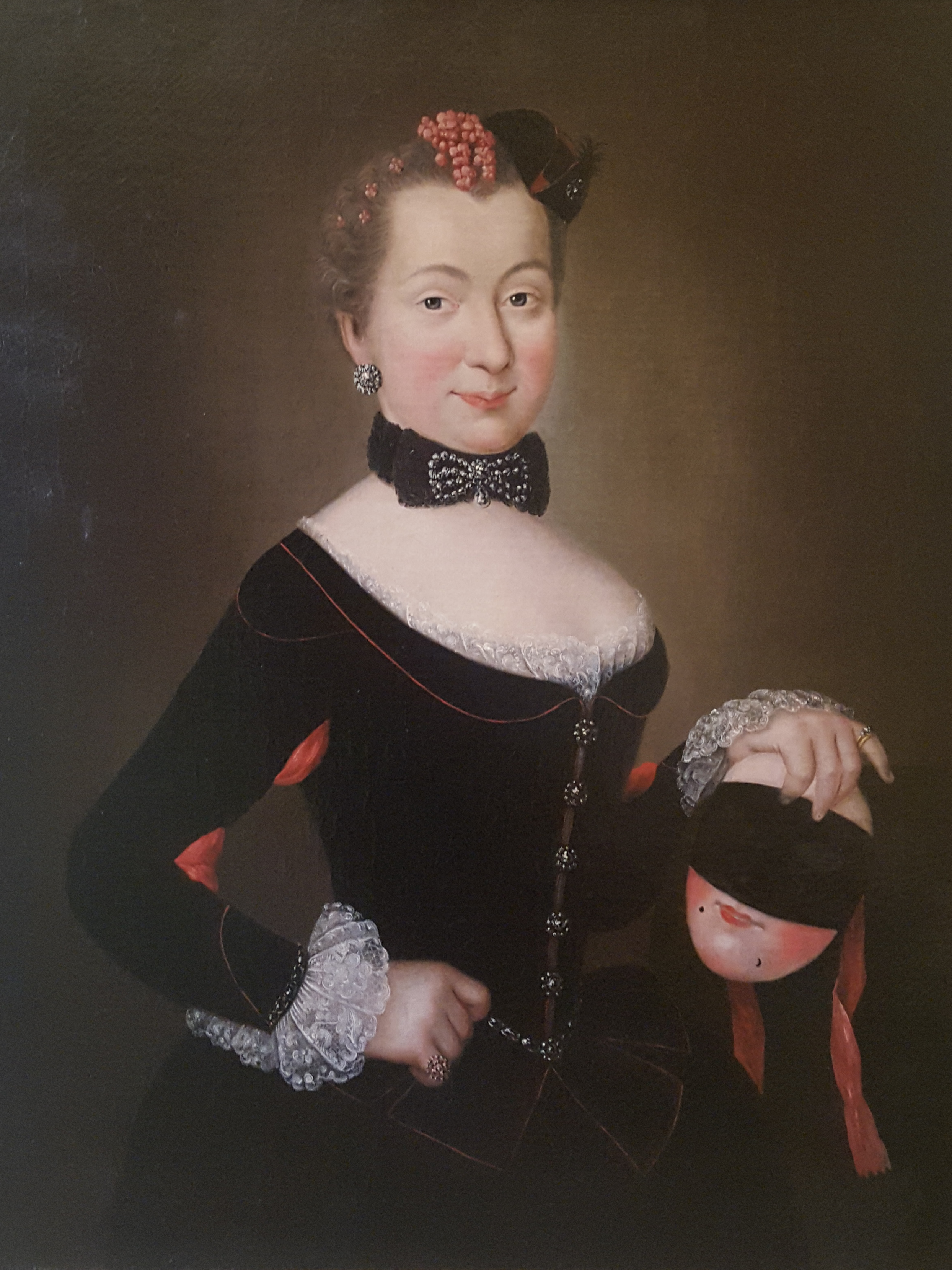
Henriette Sophie Christine von Lüderitz, née von Rochow, vers 1750, peinture de Christoph Friedrich Reinhold Lisiewski, musée de Rochow-Reckahn

- Friedrich Ulrich Wilhelm von Lüderitz (de) (1635-1713), général de division prussien, commandant de Custrin
- Hans Erdmann von Lüderitz (de) (1655–1732) général de division prussien
- David Hans Christoph von Lüderitz (de) (1699–1756), général de division prussien
- Samuel Ludwig von Lüderitz (de) (1699-1778), envoyé prussien à la cour de Suède, véritable conseiller privé et à partir de 1736 président du gouvernement d'Halberstadt [4]
- Wilhelm Adolph von Lüderitz (de) (mort après 1763), colonel prussien et chef du bataillon F6
- Karl Friedrich von Lüderitz (de) (1701-1762), colonel prussien et chef du régiment régional de Berlin
- Karl Ludwig von Lüderitz (de) (1714-1778), colonel prussien et chef du 2e régiment d'artillerie (Breslau)
- Friedrich Wilhelm von Lüderitz (de) (1717–1785), colonel prussien et Landjägermeister
- Hermann von Lüderitz (1814-1889), lieutenant général et homme politique prussien, député du Reichstag et de la Chambre des représentants de Prusse
- Karl Philipp Lüderitz (de) (1817-1900), lieutenant général prussien
- Otto von Lüderitz (de) (1818-1885), lieutenant général prussien
- Wilhelm von Lüderitz (de) (1828-1882), général de division prussien
- Franz Adolf Eduard von Lüderitz (1834–1886), marchand et fondateur de facto du Sud-Ouest africain allemand